# Dudley Fitts
Dudley Fitts (* 28. April 1903 in Boston/Massachusetts; † 10. Juli 1968 in Lawrence/Massachusetts) war ein US-amerikanischer Übersetzer und Lyriker.

## Leben
Fiits studierte 1925 englische Literatur an der Harvard University und gab dort den Harvard Advocate heraus, in dem seine ersten  Gedichte erschienen. Als Lehrer wirkte er von 1926 bis 1941 an der Choate Rosemary Hall und dann bis zu seinem Tod 1968 an der Phillips Academy. Von 1958 bis 1968 war er Juror der Yale Series of Younger Poets Competition. Richard Wilbur widmete ihm das Gedicht For Dudley.
Gedichte und Literaturkritiken veröffentlichte Fitts u. a. in Zeitschriften wie Poetry, transition und Atlantic Monthly. Bekannt wurde er vor allem durch seine englischen Übersetzungen klassischer griechischer Texte. Mit seinem ehemaligen Studenten Robert Fitzgerald übersetzte er Alkestis von Euripides ( The Alcestis of Euripides, 1936) und Antigone von Sophokles (The Antigone of Sophocles, 1939). In der von seinem ehemaligen Studenten James Laughlin gegründeten New Directions Press erschienen seine Gedichtsammlung Poems 1929–1936 (1937) sowie die Übersetzungsbände One Hundred Poems from the Anthologia Palatina (Palatine Anthology, 1938) und More Poems from the Palatine Anthology in English Paraphrase (1941).
1958 wurde Fitts in die American Academy of Arts and Sciences gewählt.

## Werke
- Poems 1929–1936 (1937)

Übersetzungen
- Euripides’s Alcestis (1936)
- One Hundred Poems from the Palatine Anthology: In English Paraphrase (1938)
- Sophocles’s Antigone (1939)
- More Poems from the Palatine Anthology in English Paraphrase (1941)
- An Anthology of Contemporary Latin-American Poetry (1942)
- Oedipus Rex (1948)
- Sixty Poems of Martial (1967)
- Aristophanes:
  - Lysistrata (1954)
  - The Frogs (1955)
  - The Birds (1957)
  - Ladies’ Day (1959)